# Lucas Moscariello
Lucas Moscariello (19 de febrero de 1992) es un jugador argentino de balonmano que juega de pívot en el Club Balonmano Benidorm. Es internacional con la selección de balonmano de Argentina.

## Palmarés internacional
| Juegos Panamericanos                      | Juegos Panamericanos | Juegos Panamericanos | Juegos Panamericanos |
| Año                                       | Lugar                | Medalla              |                      |
| ----------------------------------------- | -------------------- | -------------------- | -------------------- |
| 2019                                      | Lima                 | Medalla de oro       |                      |
| Campeonato Panamericano                   |                      |                      |                      |
| Año                                       | Lugar                | Medalla              |                      |
| 2018                                      | Groenlandia          | Medalla de oro       |                      |
| Campeonato Sudamericano y Centroamericano |                      |                      |                      |
| Año                                       | Lugar                | Medalla              |                      |
| 2020                                      | Brasil               | Medalla de oro       |                      |
| 2022                                      | Brasil               | Medalla de plata     |                      |
| 2024                                      | Buenos Aires         | Medalla de plata     |                      |
| Juegos Suramericanos                      |                      |                      |                      |
| Año                                       | Lugar                | Medalla              |                      |
| 2018                                      | Cochabamba           | Medalla de plata     |                      |
| 2022                                      | Asunción             | Medalla de oro       |                      |

## Clubes
- CIDECO (2009-2011)
- SEDALO (2011-2013)
- Val d'Oise (2013-2014)
- Billère (2014-2016)
- BM Villa de Aranda (2016-2018)[2]
- BM Ciudad Encantada (2018-2021)[3]
- Montpellier Handball (2021-2023)
- Club Balonmano Benidorm (2023- )[4]